# Grand Prix de la ville de Zottegem 2016
La 81e édition du Grand Prix de la ville de Zottegem a eu lieu le 23 août 2016. Elle fait partie du calendrier UCI Europe Tour 2016 en catégorie 1.1.

## Équipes
| WorldTeam- Lotto-Soudal Équipes continentales professionnelles (10)- Bora-Argon 18 - Fortuneo-Vital Concept - Gazprom-RusVelo - ONE Pro Cycling - Roompot-Oranje Peloton - Team Novo Nordisk - Team Roth - Topsport Vlaanderen-Baloise - Wanty-Groupe Gobert - Wilier Triestina-Southeast Équipes continentales (14)- An Post-ChainReaction - Avanti IsoWhey Sports - Cibel-Cebon - Crelan-Vastgoedservice - Join-S-De Rijke - Klein Constantia - Leopard - Madison Genesis - Rabobank Development - Superano Ham-Isorex - Wiggins - Veranclassic-Ago - Verandas Willems - Wallonie Bruxelles-Group Protect |
| |

## Classement final
Classement final.
| \| Classement général \| Classement général \| Classement général \| Classement général \| Classement général \| \| Coureur \| Coureur \| Pays \| Équipe \| Temps \| \| ------------------ \| ------------------- \| ------------------ \| -------------------------------- \| ------------------ \| \| 1er \| Tim Merlier \| Belgique \| Crelan-Vastgoedservice \| 4 h 12 min 37 s \| \| 2e \| Timothy Dupont \| Belgique \| Verandas Willems \| + 0 s \| \| 3e \| Marcel Sieberg \| Allemagne \| Lotto-Soudal \| + 0 s \| \| 4e \| Phil Bauhaus \| Allemagne \| Bora-Argon 18 \| + 0 s \| \| 5e \| Marco Marcato \| Italie \| Wanty-Groupe Gobert \| + 0 s \| \| 6e \| Baptiste Planckaert \| Belgique \| Wallonie Bruxelles-Group Protect \| + 0 s \| \| 7e \| Igor Boev \| Russie \| Gazprom-RusVelo \| + 0 s \| \| 8e \| Steele Von Hoff \| Australie \| ONE Pro Cycling \| + 0 s \| \| 9e \| Wouter Mol \| Pays-Bas \| Join-S-De Rijke \| + 0 s \| \| 10e \| Steven Tronet \| France \| Fortuneo-Vital Concept \| + 0 s \| |                     |           |                                  |                 |
| |                     |           |                                  |                 |
| Source : ProCyclingStats |                     |           |                                  |                 |
| Classement général |                     |           |                                  |                 |
| Coureur | Coureur             | Pays      | Équipe                           | Temps           |
| 1er | Tim Merlier         | Belgique  | Crelan-Vastgoedservice           | 4 h 12 min 37 s |
| 2e | Timothy Dupont      | Belgique  | Verandas Willems                 | + 0 s           |
| 3e | Marcel Sieberg      | Allemagne | Lotto-Soudal                     | + 0 s           |
| 4e | Phil Bauhaus        | Allemagne | Bora-Argon 18                    | + 0 s           |
| 5e | Marco Marcato       | Italie    | Wanty-Groupe Gobert              | + 0 s           |
| 6e | Baptiste Planckaert | Belgique  | Wallonie Bruxelles-Group Protect | + 0 s           |
| 7e | Igor Boev           | Russie    | Gazprom-RusVelo                  | + 0 s           |
| 8e | Steele Von Hoff     | Australie | ONE Pro Cycling                  | + 0 s           |
| 9e | Wouter Mol          | Pays-Bas  | Join-S-De Rijke                  | + 0 s           |
| 10e | Steven Tronet       | France    | Fortuneo-Vital Concept           | + 0 s           |